# 구다마쓰역
구다마쓰역(일본어: 下松駅 쿠다마쓰에키[*])은 일본 야마구치현 구다마쓰시에 있는 서일본 여객철도 · 일본화물철도 산요 본선의 역이다. 단선 · 섬식의 형태를 합친 복합 구조를 지닌 지상역이며, 교상역사이다. 히타치 제작소 가사도 사업소로의 전용선이 부설되고 있어, 갑종 차량 운송열차의 시발역으로 되어 있다. 예전에는 그 전용선부터 도요 코한 구다마쓰 공장이나 신일본 석유정제 구다마쓰 제유소(현 · 신일본 석유 구다마쓰 사업소)로의 전용선이 분기하고 있어, 차급 화물 폐지까지는, 역 구내에 탱크차 · 유조차의 모습을 보는 일이 되었다.

## 타는 곳
| 플랫폼 | 노선        | 방향   | 행선지                 | 비고                          |
| ------ | ----------- | ------ | ---------------------- | ----------------------------- |
| 1      | ■ 산요 본선 | 하행선 | 도쿠야마 · 호후 방면   |                               |
| 2      | ■ 산요 본선 | 상행선 | 야나이 · 이와쿠니 방면 | 19:23분 발 이와쿠니 행만 사용 |
| 3      | ■ 산요 본선 | 상행선 | 야나이 · 이와쿠니 방면 |                               |

## 이용 현황
| 연도     | 하루 평균 승차 인원 | 연도     | 하루 평균 승차 인원 |
| 2000년도 | 2,189명             | 2006년도 | 2,118명             |
| 2001년도 | 2,135명             | 2007년도 | 2,159명             |
| 2002년도 | 2,109명             | 2008년도 | 2,189명             |
| 2003년도 | 2,112명             | 2009년도 | 2,142명             |
| 2004년도 | 2,079명             | 2010년도 | 2,190명             |
| 2005년도 | 2,116명             |          |                     |
| -------- | ------------------- | -------- | ------------------- |

## 역 주변
- 야마다 전기 테크랜드 몰 슈난점
- 스타피아 구다마쓰
- 구다마쓰 시청
- 구다마쓰 시 소방본부
- 구다마쓰 시민 체육관
- 구다마쓰 시 구다마쓰 주오 시민회관
- 야마구치 은행 · 사이쿄 은행 · 히로시마 은행 구다마쓰 지점
- 히가시야마구치 신용금고 · 야마구치 현 어업 협동조합 구다마쓰 지점
- 도쿠야마쿠다마쓰 항
- 히타치 제작소 가사도 사업소
- 도요 강판 구다마쓰 공장
- JX 닛코 닛세이 에너지 구다마쓰 사업소
- 구다마쓰 상공회의소

## 인접 정차역
| 서일본 여객철도 산요 본선 | 서일본 여객철도 산요 본선 | 서일본 여객철도 산요 본선 |
| ------------------------- | ------------------------- | ------------------------- |
| 히카리 고베 방면          | ■ 산요 본선               | 구시가하마 모지 방면      |